# Нюрнбергская городская электричка
Нюрнбергская городская электричка, Нюрнбергский S-Bahn (нем. S-Bahn Nürnberg) — городская железная дорога в Среднефранконской агломерации, располагающейся вокруг Нюрнберга, Фюрта и Эрлангена. Система основана в 1987 году, состоит из шести линий общей протяжённостью 320,0 километрoв. Система оплаты проезда такая же, как на автобусах, трамваях, в метро.

## Линии

### Маршруты линий
| Линия | Маршрут                                                                          | Длина   | Количество станций | Время в пути |
| ----- | -------------------------------------------------------------------------------- | ------- | ------------------ | ------------ |
| S1    | Бамберг — Форххайм — Эрланген — Фюрт — Нюрнберг — Лауф — Херсбрукк — Хартмансхоф | 99,6 км | 37                 | 103 мин      |
| S2    | Рот — Швабах — Нюрнберг — Фойхт — Альтдорф                                       | 49,6 км | 23                 | 65 мин       |
| S3    | Нюрнберг — Фойхт — Ноймаркт                                                      | 36,2 км | 10                 | 33 мин       |
| S4    | Нюрнберг — Ансбах — Домбюль                                                      | 67,1 км | 16                 | 59 мин       |
| S5    | Нюрнберг — Аллерсберг                                                            | 25,4 км | 2                  | 15 мин       |
| S6    | Нюрнберг — Фюрт — Нойштадт                                                       | 55,6 км | 11                 | 38 мин       |